# Cocceius Naso
Cocceius Naso (sein Praenomen ist nicht bekannt) war ein im 1. und 2. Jahrhundert n. Chr. lebender Angehöriger des römischen Ritterstandes (Eques).
Durch Militärdiplome, die auf den 17. Juli 122, den 16. Juni 123 sowie auf 125/126 datiert sind, ist belegt, dass Naso Statthalter der Provinz Dacia inferior war; er übte dieses Amt daher von mindestens 122 bis 126 aus. Da er vermutlich der erste Statthalter der neu eingerichteten Provinz war, dürfte er wohl schon ab 120/121 die Provinz geleitet haben.
Die Familie des Cocceius Naso stammte vermutlich aus Italien; sie dürfte das römische Bürgerrecht bereits seit längerer Zeit besessen haben.